# Bocaiúva
Bocaiúva là một đô thị thuộc bang Minas Gerais, Brasil. Đô thị này có diện tích 3232,66 km², dân số năm 2007 là 44657 người, mật độ 14 người/km².